# Wit
Wit é um telefilme norte-americano produzido pela HBO e dirigido por Mike Nichols em 2001.

## Sinopse
Conta a história de uma professora universitária de literatura (Emma Thompson) acometida por um câncer de ovário em estágio avançado. Profissional rígida, ela muda suas perspectivas e o modo como encara a vida ao descobrir a doença.